# NGC 962
NGC 962 este o galaxie eliptică situată în constelația Berbecul. A fost descoperită în 13 decembrie 1871 de către Édouard Stephan⁠(d). Se află la o distanță de 62,52 de megaparseci de Pământ.